# Євнапій

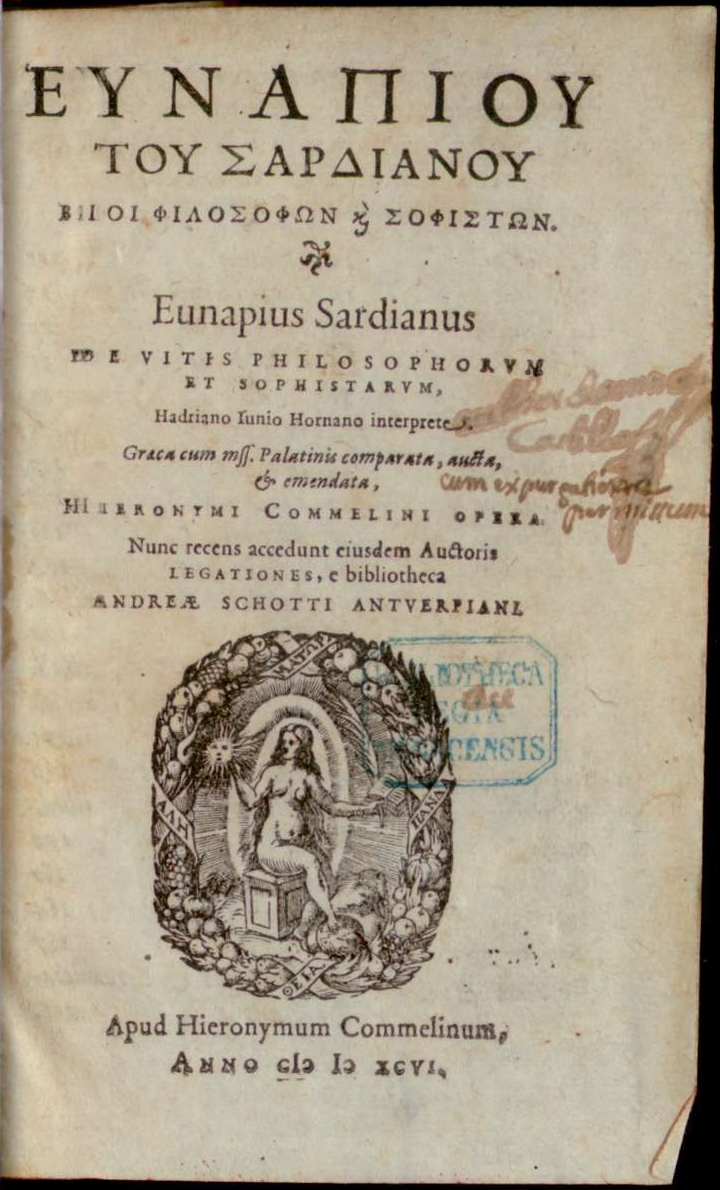
Титульний аркуш праці Євнапія «Життя софістів»

Євнапій (347—420) — давньоримський історик, ритор, софіст періоду пізньої Римської імперії та її розпаду.

## Біографія
Євнапій народився у Сардах (Мала Азія). Спочатку він навчався у родича Хризантія у Сардах. Після проходження курсу навчання Євнапій переїздить до Афін, де стає учнем відомого ритора та софіста Прохересія. Тут Євнапій проводить значну частину життя, працює вже як незалежний автор. Водночас вивчає медичні науки, стає посвяченим в Елевсінські містерії.
Виховання та оточення сформували у Євнапія негативне ставлення до імператорів-християн, зокрема з династії Костянтина Великого. Все це викладено у головному творі Євнапія «Життя софістів». Праця охоплює період від 270 до 404 року. Характеризується відсутністю критики та нерівністю викладання подій. Автор захоплено розповідає про Юліана, Плотіна, Порфірія та Ямвліха.
Помер Євнапій у 420 році.

## Твори
- Життя софістів. 405 рік.